# Дзордзи, Ренцо (писатель)
Ренцо Дзордзи (итал. Renzo Zorzi; 13 сентября 1921 года Монторио-Веронезе, Королевство Италия — 30 января 2010 года Альбизано, Италия) — итальянский писатель и деятель культуры.

## Биография
Родился в семье железнодорожника и домохозяйки. Отец, антифашист, погиб во время несчастного случая на работе. Мать осталась вдовой с шестью детьми. Будущий писатель окончил школу в Вероне. Поступил на филологический факультет Падуанского университета.
Во время Второй мировой войны был вынужден прервать обучение. Присоединился к движению Сопротивления, став членом организации «Справедливость и Свобода» в провинции Верона. За участие в партизанском движении был награждён серебряной медалью «За воинскую доблесть». В это время он познакомился с антифашистами Личиско Маганьято, Луиджи Менегелло, Франко Чингано и Бруно Визентини и написал книгу «Пятьсот тонн соли» (итал. Cinquecento quintali di sale) о партизанском движении в Италии. Она была опубликована в 1988 году в издательстве «Бомпьяни», вместе с его другим рассказом о военном времени «Летом 42-го» (итал. L’estate del '42). В 1989 году за эти произведения он был удостоен литературных премий имени Пьеро Кьяры и имени Джованни Комиссо.
После освобождения Италии от фашизма и нацизма стал членом редакции газеты «Свободная Верона», заменившей газету «Арена», подпавшую под временный запрет из-за сотрудничества с фашистским режимом. Вступил в Партию действия и вошел в состав редакции «Нового времени» — местного партийного периодического издания, посвященного освещению вопросов и проблем, связанных с национальной культурой. Под научным руководством поэта и переводчика Диего Валери защитил диссертацию, посвященную жизни и творчеству французского поэта Алоизиюса Бертрана, став магистром французской литературы. С этого времени и до конца жизни занимался изучением французской культуры.
В 1946 году прекратил сотрудничество с веронскими периодическими изданиями, из-за их нейтралитета в отношении к конституционному референдуму. В это же время кризис в Партии действия привёл к её распаду. Ренцо Дзордзи отказался от активного участия в политике. В 1947 году, по приглашению Франко Антоничелли, переехал в Турин и поступил на работу в издательстве «Де Сильва». Здесь он знакомится с писателями и интеллектуалами Примо Леви, Джакомо Новента, Чезаре Павезе, Алессандро Галанте-Гарроне и Адриано Оливетти.
После сотрудничества с издательством «Де Сильва», в течение года работал во Флоренции в издательстве «Нуова Италия» с журналистом Тристаном Кодиньола, прежде чем принял предложение Адриано Оливетти. Переехал к нему в Милан и стал членом редакции в, основанном им, журнале «Комунита». С 1956 года работал и в издательстве «Комунита», также основанном Адриано Оливетти. После внезапной и безвременной смерти которого в 1960 году, возглавил редакцию журнала и издательство, которые просуществовали до 80-х годов XX века.
С 1965 года также возглавил в компании «Оливетти» отделы по иллюстрированию, дизайну и феноменам культуры. Им были открыты имена многих дизайнеров и архитекторов, впоследствии заслуживших всемирное признание. Отвечал за дизайн продукта и рекламу в компании «Оливетти». Инициировал ряд программ по культуре, в том числе организацию выставок и спонсорство восстановления. Им была организована выставка флорентийских фресок, спасенных от потопа и лошадей Сан-Марко, выделены средства на восстановление фрески «Тайная вечеря» Леонардо да Винчи в капелле Бранкаччи.
С 1988 по 2001 год был генеральным секретарём Фонда имени Джорджо Чини в Венеции. В 1990 году возглавил культурный центр в Палаццо дель Те в Мантуе.
Автор многочисленных предисловий, эссе и статей, чьи интересы касались различных областей от литературы до социологии, истории и теории искусства и дизайна.

## Сочинения
- «Пятьсот тонн соли» (итал. Cinquecento quintali di sale), 1962
- «Лето 42-го» (итал. L’estate del '42), 1988
- «В сюжете история» (итал. Nella trama della storia), 1990
- «Годы дружбы» (итал. Gli anni dell’amicizia), 1991
- «Чезаре Беккария, трагедия справедливости» (итал. Cesare Beccaria, il dramma della giustizia), 1996